# 24h Le Mans 1965

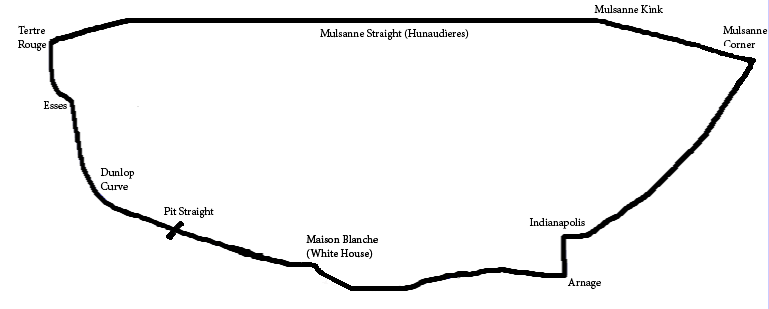
Tor Circuit de la Sarthe

24h Le Mans 1965 – 24–godzinny wyścig rozegrany na torze Circuit de la Sarthe w dniach 19–20 czerwca 1965 roku. Był dwunastą rundą Mistrzostw Świata Samochodów Sportowych.

## Wyniki
Źródło: experiencelemans.com
| Poz. | Klasa  | Nr | Zespół                            | Kierowcy                             | Nadwozie                     | Silnik              | Okr. |
| ---- | ------ | -- | --------------------------------- | ------------------------------------ | ---------------------------- | ------------------- | ---- |
| 1    | P 5.0  | 21 | North American Racing Team (NART) | Masten Gregory Ed Hugus Jochen Rindt | Ferrari 250LM                | Ferrari 3.3L V12    | 348  |
| 2    | P 5.0  | 26 | Pierre Dumay                      | Pierre Dumay Gustave Gosselin        | Ferrari 250LM                | Ferrari 3.3L V12    | 343  |
| 3    | GT 5.0 | 24 | Écurie Francorchamps              | Willy Mairesse Jean Blaton           | Ferrari 275 GTB              | Ferrari 3.3L V12    | 340  |
| 4    | P 2.0  | 32 | Porsche System Engineering        | Herbert Linge Peter Nöcker           | Porsche 904/6                | Porsche 2.0L Flat-6 | 336  |
| 5    | GT 2.0 | 36 | Porsche System Engineering        | Gerhard Koch Anton Fischhaber        | Porsche 904/4 GTS            | Porsche 2.0L Flat-4 | 325  |
| 6    | P 5.0  | 27 | Scuderia Filipinetti              | Dieter Spoerry Armand Boller         | Ferrari 250LM                | Ferrari 3.3L V12    | 324  |
| 7    | P 5.0  | 18 | North American Racing Team (NART) | Pedro Rodríguez Nino Vaccarella      | Ferrari 365 P1/P2 Spyder     | Ferrari 4.4L V12    | 320  |
| 8    | GT 5.0 | 11 | AC Cars Ltd.                      | Jack Sears Richard Thompson          | Shelby Cobra Daytona         | Ford 4.7L V8        | 304  |
| 9    | P +5.0 | 3  | Iso Prototip Bizzarrini           | Réfis Fraissinet Jean de Mortemart   | Iso Grifo A3C                | Chevrolet 5.4L V8   | 303  |
| 10   | P 2.0  | 31 | Owen Racing Organisation          | Graham Hill Jackie Stewart           | Rover-BRM                    | Rover 2.0L Turbine  | 284  |
| 11   | GT 2.0 | 39 | British Motor Corporation         | Paddy Hopkirk Andrew Hedges          | MG MGB Hardtop               | MG 1.8L I4          | 283  |
| 12   | P 1.3  | 49 | Donald Healey Motor Company       | Paul Hawkins John Rhodes             | Austin-Healey Sprite Sebring | BMC 1.3L I4         | 278  |
| 13   | GT 1.3 | 60 | Standard-Triumph Ltd.             | Jean-Jacques Thuner Simo Lampinen    | Triumph Spitfire             | Triumph 1.1L I4     | 274  |
| 14   | GT 1.3 | 54 | Standard-Triumph Ltd.             | Claude Dubois Jean-François Piot     | Triumph Spitfire             | Triumph 1.1L I4     | 263  |

### Nie ukończyli
| Poz. | Klasa  | Nr | Zespół                                         | Kierowcy                                | Nadwozie                     | Silnik                  | Okr. |
| ---- | ------ | -- | ---------------------------------------------- | --------------------------------------- | ---------------------------- | ----------------------- | ---- |
| 15   | P 5.0  | 20 | SpA Ferrari SEFAC                              | Mike Parkes Jean Guichet                | Ferrari 330 P2 Spyder        | Ferrari 4.0L V12        | 315  |
| 16   | P 1.3  | 48 | Donald Healey Motor Company                    | Rauno Aaltonen Clive Baker              | Austin-Healey Sprite Sebring | BMC 1.3L I4             | 256  |
| 17   | P 5.0  | 19 | SpA Ferrari SEFAC                              | John Surtees Ludovico Scarfiotti        | Ferrari 330 P2 Spyder        | Ferrari 4.0L V12        | 225  |
| 18   | GT 2.0 | 37 | Auguste Veuillet                               | Robert Buchet Ben Pon                   | Porsche 904/4 GTS            | Porsche 2.0L Flat-4     | 224  |
| 19   | P 5.0  | 22 | SpA Ferrari SEFAC                              | Lorenzo Bandini Giampiero Biscaldi      | Ferrari 275 P2               | Ferrari 3.3L V12        | 221  |
| 20   | GT 2.0 | 44 | Equipe Grand Ducale Luxembourgeoise            | Nicolas Koob Alain Finkelstein          | Alfa Romeo Giulia TZ/1       | Alfa Romeo 1.6L I4      | 218  |
| 21   | GT 2.0 | 41 | Autodelta SpA                                  | Roberto Bussinello Jean Rolland         | Alfa Romeo Giulia TZ/2       | Alfa Romeo 1.6L I4      | 217  |
| 22   | GT 5.0 | 9  | Shelby-American Inc.                           | Jerry Grant Dan Gurney                  | Shelby Cobra Daytona         | Ford 4.7L V8            | 204  |
| 23   | P 2.0  | 35 | Porsche System Engineering                     | Günter Klass Dieter Glemser             | Porsche 904/6                | Porsche 2.0L Flat-6     | 202  |
| 24   | P 1.3  | 47 | Société Automobiles Alpine                     | Roger Delageneste Jean Vinatier         | Alpine M65                   | Renault-Gordini 1.3L I4 | 196  |
| 25   | GT 1.3 | 55 | Société Automobiles Alpine                     | Jacques Cheinisse Jean-Pierre Hanrioud  | Alpine A110 M64              | Renault-Gordini 1.1L I4 | 196  |
| 26   | P 1.15 | 61 | Société Automobiles Alpine                     | Pierre Monneret Robert Bouharde         | Alpine M63B                  | Renault-Gordini 1.0L I4 | 187  |
| 27   | GT 5.0 | 10 | Shelby-American Inc.                           | Bob Johnson Tom Payne                   | Shelby Cobra Daytona         | Ford 4.7L V8            | 158  |
| 28   | P 1.15 | 51 | Société Automobiles Alpine                     | Roger Masson Guy Verrier                | Alpine M64                   | Renault-Gordini 1.1L I4 | 148  |
| 29   | P 5.0  | 25 | Écurie Francorchamps                           | Gerhard Langlois van Ophem Leon Dernier | Ferrari 250LM                | Ferrari 3.3L V12        | 146  |
| 30   | GT 2.0 | 38 | „Franc”                                        | Jacques Dewes Jean Kerguen              | Porsche 904/4 GTS            | Porsche 2.0L Flat-4     | 130  |
| 31   | GT 5.0 | 59 | Scuderia Filipinetti                           | Peter Harper Peter Sutcliffe            | Shelby Cobra Daytona         | Ford 4.7L V8            | 126  |
| 32   | P 1.15 | 50 | Société Automobiles Alpine                     | Philippe Vidal Peter Revson             | Alpine M64                   | Renault-Gordini 1.1L I4 | 116  |
| 33   | GT 5.0 | 12 | Ford France S.A.                               | Jo Schlesser Allen Grant                | Shelby Cobra Daytona         | Ford 4.7L V8            | 111  |
| 34   | P 5.0  | 17 | Maranello Concessionaires Ltd.                 | David Piper Jo Bonnier                  | Ferrari 365 P2               | Ferrari 4.4L V12        | 101  |
| 35   | P 5.0  | 23 | Maranello Concessionaires Ltd.                 | Lucien Bianchi Mike Salmon              | Ferrari 250LM                | Ferrari 3.3L V12        | 99   |
| 36   | P +5.0 | 2  | Shelby-American Inc.                           | Phil Hill Chris Amon                    | Ford GT40 Mk.II              | Ford 7.0L V8            | 89   |
| 37   | GT 5.0 | 14 | Ford Advanced Vehicles / Alan Mann             | Sir John Whitmore Innes Ireland         | Ford GT40 Mk.I               | Ford 4.7L V8            | 72   |
| 38   | GT 1.3 | 52 | Standard Triumph Ltd.                          | David Hobbs Rob Slotemaker              | Triumph Spitfire             | Triumph 1.1L I4         | 71   |
| 39   | P +5.0 | 1  | Shelby-American Inc.                           | Ken Miles Bruce McLaren                 | Ford GT40 Mk.II              | Ford 7.0L V8            | 45   |
| 40   | P 1.3  | 46 | Société Automobiles Alpine                     | Marco Bianchi Henri Grandsire           | Alpine M65                   | Renault-Gordini 1.3L I4 | 32   |
| 41   | P +5.0 | 6  | Scuderia Filipinetti Shelby-American Inc.      | Herbert Müller Ronnie Bucknum           | Ford GT40 Mk.I               | Ford 5.3L V8            | 29   |
| 42   | P 5.0  | 7  | R.R.C. Walker Racing Team Shelby-American Inc. | Bob Bondurant Umberto Maglioli          | Ford GT40 Mk.I               | Ford 4.7L V8            | 29   |
| 43   | P 2.0  | 30 | Anglian Racing Developments                    | Richard Wrottesley Tony Lanfranchi      | Elva GT160                   | BMW 2.0L I4             | 29   |
| 44   | GT 2.0 | 42 | Autodelta SpA                                  | Giacomo Russo Carlo Zuccoli             | Alfa Romeo Giulia TZ/2       | Alfa Romeo 1.6L I4      | 22   |
| 45   | P 2.0  | 33 | Porsche System Engineering                     | Colin Davis Gerhard Mitter              | Porsche 904/8                | Porsche 2.0L Flat-8     | 20   |
| 46   | GT 2.0 | 62 | Christian Poirot                               | Christian Poirot Rolf Stommelen         | Porsche 904/4 GTS            | Porsche 2.0L Flat-4     | 13   |
| 47   | P 5.0  | 15 | Ford France S.A.                               | Maurice Trintignant Guy Ligier          | Ford GT40 Roadster           | Ford 4.7L V8            | 11   |
| 48   | GT 1.3 | 53 | Standard Triumph Ltd.                          | Peter Bolton William Bradley            | Triumph Spitfire             | Triumph 1.1L I4         | 6    |
| 49   | P +5.0 | 8  | J.H. Simone                                    | Jo Siffert Jochen Neerpasch             | Maserati Tipo 65             | Maserati 5.0L V8        | 3    |
| 50   | P 1.6  | 40 | SpA Dino SEFAC                                 | Giancarlo Baghetti Mario Casoni         | (Ferrari) Dino 166P          | Dino 1.6L V6            | 2    |
| 51   | GT 2.0 | 43 | Autodelta SpA                                  | Teodore Zeccoli José Rosinski           | Alfa Romeo Giulia TZ/2       | Alfa Romeo 1.6L I4      | 1    |